# Bismarckturm (Altenkirchen)

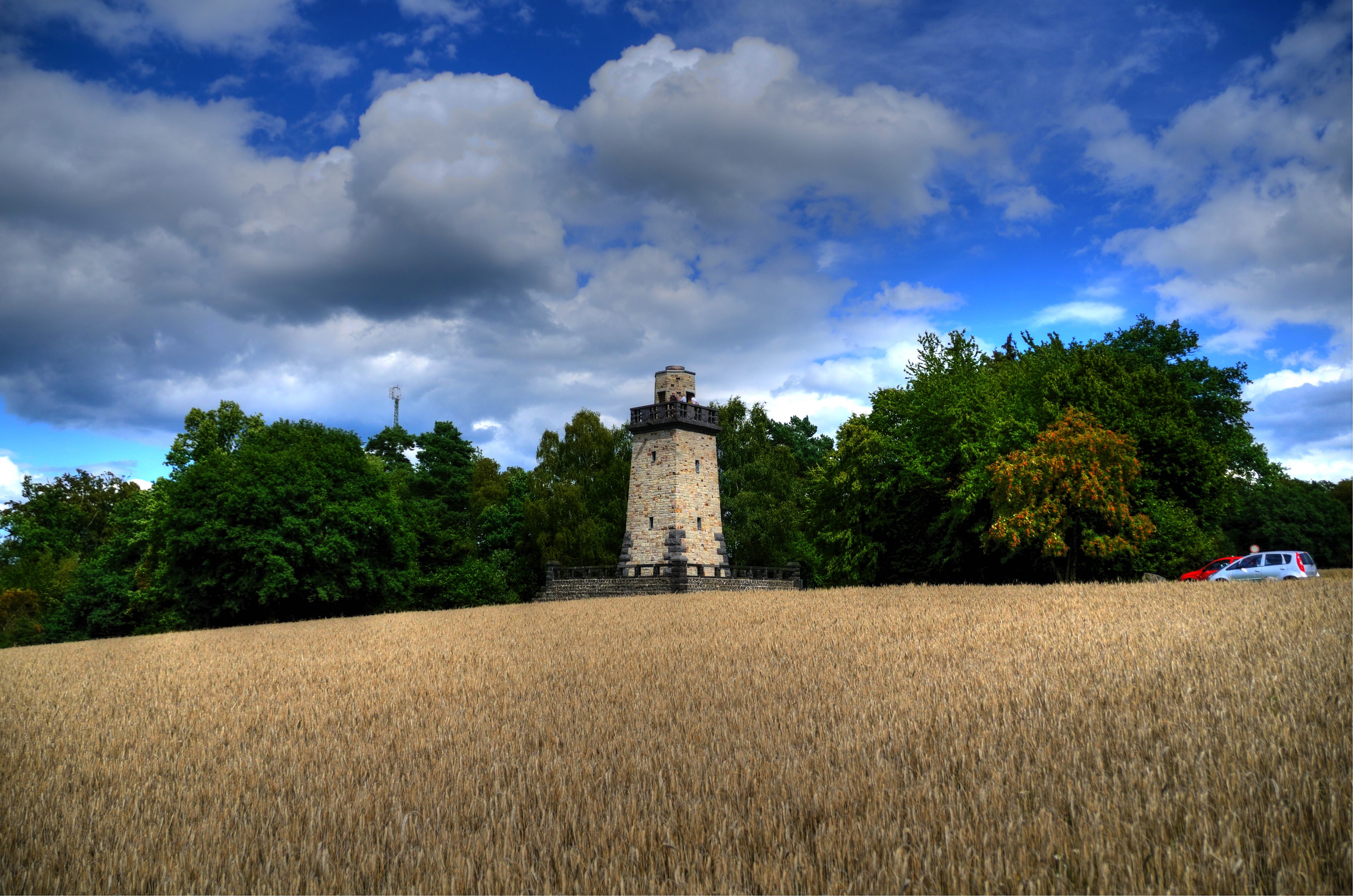
Bismarck-Turm Altenkirchen/Ww.

Der Bismarckturm von Altenkirchen im Westerwald in Rheinland-Pfalz wurde zu Ehren des ersten deutschen Reichskanzlers Fürst Otto von Bismarck (1815–1898) erbaut. Der Aussichtsturm mit Befeuerungsmöglichkeit ist 14 Meter hoch und wurde 1914 in nur fünf Monaten errichtet, allerdings erst 1922 offiziell eingeweiht.

## Geographische Lage
Der Bismarckturm befindet sich auf dem südlich der Altenkirchener Kernstadt und jenseits der Wied gelegenen Johannisberg (289,3 m ü. NHN). Auf dessen westlichen Hochlagen steht er etwas unterhalb der 282,5-m-Höhenlinie; seine Standorthöhe wird gewöhnlich mit etwa 282 m angegeben. Etwas nordöstlich des Turms liegt das Westerwaldheim mit einem westlich davon stehenden Sendeturm.

## Geschichte

### Planungszeit
Nach dem Tod Bismarcks im Jahr 1898 gab es im Deutschen Kaiserreich eine breite Bewegung, die Denkmäler für den früheren Reichskanzler errichten ließ. So sollte nach einer Idee der Deutschen Studentenschaft in ganz Deutschland ein Netzwerk von sogenannten Feuersäulen errichtet werden, um auf diesen an bestimmten Tagen zu Ehren Bismarcks große Feuerschalen zu entzünden.
In Altenkirchen wurde auf einer dortigen Tagung des Westerwald-Vereins im Oktober 1909 angeregt, auch in diesem Ort einen Bismarckturm mit Befeuerungsmöglichkeit zu bauen. Daraufhin gründeten am 1. April 1910, dem 95. Geburtstag Bismarcks, zehn am Ort ansässige Vereine (darunter auch die Ortsgruppen des Alldeutschen Verbands, des Deutschen Flottenvereins, des Deutschen Marinebunds und des Deutschen Ostmarkenvereins sowie der Kriegerverein) einen Bismarck-Turm-Verein, um den Bau des Turms in Angriff zu nehmen.
Durch Vereinsbeiträge und Spenden der Bevölkerung kam rasch Geld zusammen, dennoch verzögerte sich der Baubeginn. Erst 1913 wurde auf der Erhebung „Auf dem Dorn“ (282 Meter über Normalnull) südlich des Ortszentrums von Altenkirchen ein Grundstück gekauft und der ortsansässige Baumeister Jakob Becker mit dem Turmbau beauftragt. Dieser ließ auf dem Grundstück erst einmal ein Modell des geplanten Bismarckturms aus Holz in Originalgröße aufstellen, das von den Verantwortlichen für gut befinden wurde. Die Baukosten wurden mit 14.000 Goldmark veranschlagt und konnten vom Bismarck-Turm-Verein erst bis 1922 mit Hilfe von Spenden vollständig beglichen werden.

### Bauzeit
Am 1. April 1914, dem 99. Geburtstag Bismarcks, fand die Grundsteinlegung für den Bismarckturm von Altenkirchen statt. Die Bauarbeiten kamen rasch voran, so dass der Turm bereits nach fünf Monaten fertiggestellt war. Als Baumaterial diente vorwiegend Sandstein und Basalt, das aus Steinbrüchen der Region stammte. In einem auf der Nordseite vermauerten Stein hat sich der Baumeister Becker mit folgender Gravur verewigt: „Entw. J. Becker“.
Am Abend des 1. Septembers 1914, dem Vorabend des Sedantags, wurde das Feuerbecken auf dem Turm zum ersten Mal entzündet. Jedoch fand die für den 1. April 1915, dem 100. Geburtstag Bismarcks, vorgesehene offizielle Einweihung des Turms wegen des begonnenen Ersten Weltkriegs zunächst nicht statt und wurde auf unbestimmte Zeit verschoben. An der Ostseite des Turms wurde über dem Eingang ein Medaillon aus Bronze mit einem Reliefbild Bismarcks angebracht.

### Erste Jahrzehnte
Die offizielle Einweihungsfeier für den Bismarckturm von Altenkirchen fand erst nachträglich am 21. Mai 1922 statt. Bei diesem Anlass ging das Bauwerk vom Bismarck-Turm-Verein in den Besitz der Stadt Altenkirchen über, der Verein löste sich kurz darauf selbst auf. Inwieweit das Feuerbecken auf dem Turm während beziehungsweise nach Ende des Ersten Weltkriegs und der Besetzung des Rheinlandes noch entzündet wurde, ist nicht bekannt.
Die folgenden Jahrzehnte und den Zweiten Weltkrieg überstand der Bismarckturm weitgehend unbeschadet. Allerdings wurde das Bismarck-Relief über dem Turmeingang bis 1945 entfernt. Es ist unklar, ob die Bronzetafel für eine Metallsammlung während des Krieges eingeschmolzen oder erst danach von den französischen Besatzungstruppen abmontiert wurde.

### Zeit nach dem Zweiten Weltkrieg
Nach dem Zweiten Weltkrieg wurde der Bismarckturm weiter gepflegt und im Juni 1963 wurde an der Ostseite des Turms ein neues Bismarck-Relief über dem Eingang angebracht. Die Stadt Altenkirchen hatte das Medaillon beim Bildhauer Helmut Otto Hoffmann-Schlöndorf (* 12. November 1906) aus dem benachbarten Mammelzen in Auftrag gegeben. Allerdings war der Turm ab 1970 wegen Vandalismus und Verschmutzungen meist geschlossen und wurde nur noch gelegentlich geöffnet. Im Jahr 2006 musste der Bismarckturm wegen Baufälligkeit ganz geschlossen werden.
Am 6. August 2008 wurde der Bismarckturm-Verein Altenkirchen gegründet, der sich für die Sanierung und Erhaltung des Bauwerks einsetzt. Tatsächlich wurde der Turm 2009/2010 grundlegend saniert (unter anderem dank eines Zuschusses des Landes Rheinland-Pfalz) und am 28. August 2010 feierlich wieder eröffnet. Auch das Feuerbecken auf dem Turmkopf wurde erneuert und kann wieder befeuert werden – so wurde am 20. August 2010 erfolgreich eine Probebefeuerung durchgeführt.
Der Bismarckturm steht unter Denkmalschutz und ist an jedem ersten Sonntag im Monat von 14 bis 16 Uhr geöffnet. Jeweils an jedem zweiten Samstag im Juni findet am Turm ein Bismarckturm-Fest statt.

## Architektur

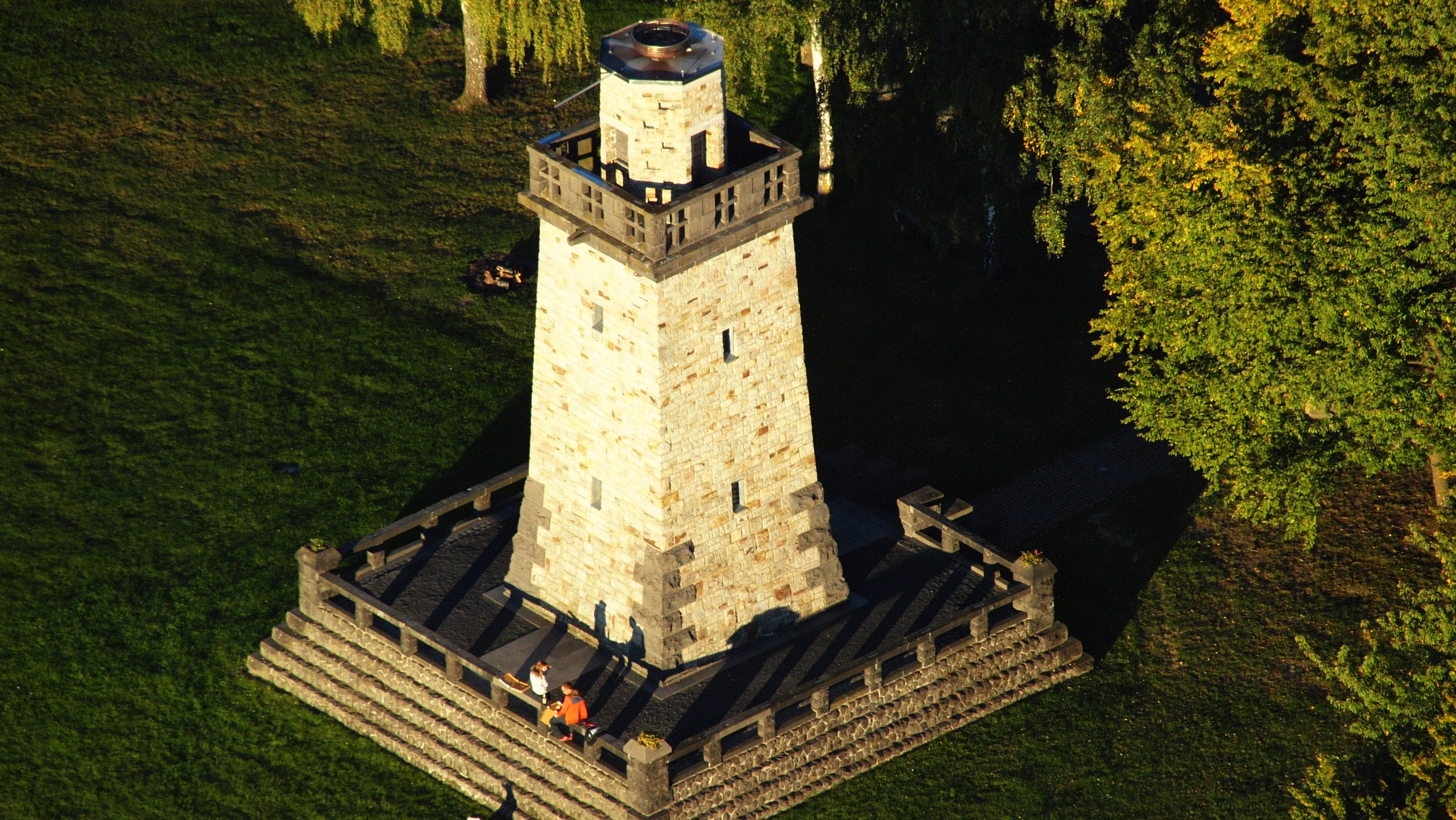
Bismarckturm (Altenkirchen), Luftaufnahme (2015)

Der Bismarckturm von Altenkirchen ist auf einem quadratischen Grundriss errichtet. Auch der Turm selbst ist ähnlich gestaltet und quadratisch angelegt. Die wuchtige Wirkung des Turms wird dadurch abgemildert, dass sich der Turmkörper leicht nach oben verjüngt. Als Baumaterial diente vorwiegend heller und dunkler Sandstein und dunkler Basalt  aus der Region.

### Terrasse
Der Turm besteht aus drei Teilen: Den untersten Teil bildet eine auf leicht abschüssigem Gelände liegende, rund eineinhalb bis zwei Meter hohe Terrasse. Sie hat eine quadratische Grundfläche von gut elf mal elf Metern und ist je nach Gelände drei- oder vierstufig aufgebaut.
Auf die Terrasse gelangt man über eine knapp zwei Meter breite und gut zweieinhalb Meter lange, neunstufige Treppe an der Ostseite des Turms. Sie wird an beiden Seiten durch je ein 50 Zentimeter breite Geländer  gesäumt. Die Terrasse selbst ist von einer etwa einen Dreiviertelmeter hohen Balustrade aus Basalt umgeben. An ihren Ecken stehen Bossenwerkpfeiler, die kleine Feuerbecken in Form von quadratischen, abgestumpften Pyramiden tragen.

### Turmkörper
Über der Terrasse erhebt sich der rund neun Meter hohe, quadratische Turmkörper, der eine Seitenlänge von gut fünf mal fünf Meter hat. Er verjüngt sich nach oben leicht und besteht aus bossiertem Sandstein. Bis zu einer Höhe von etwa drei Metern wurde ein dunkler Sandstein gewählt, für den restlichen Turmkörper ein heller Sandstein. Als Hintermauerung wurde einfacher Backstein verwendet. Bis zur Höhe von drei Metern sind an den Turm-Ecken große Bossenquader aus grauem Basalt mit den dunklen Sandsteinbossen verzahnt.
An der Ostseite des Turmkörpers gelangt man über eine Stufe zu der rund ein Meter breiten und gut zwei Meter hohen Eingangstür. Der Türsturz wurde aus roh bearbeitetem Basalt gefertigt. Über der Eingangstür befindet sich ein Bronze-Medaillon mit einem Bismarck-Relief, darüber wiederum in rund fünf Metern Höhe ist eine schmale, schießschartenähnliche Öffnung. Auch an der Süd-, West- und Nordseite des Türmkörpers ist in etwa drei und sieben Metern Höhe jeweils ein schießschartenähnliches Fenster eingelassen.

### Aussichtsplattform und Turmlaterne
Oberhalb des Turmkörpers folgt eine gut vier mal vier Meter große Aussichtsplattform, die mit ihrer Balustrade aus schwarzem Basaltstein etwas über den Turmkörper hinausragt. In der Mitte der Plattform befindet sich die achteckige Turmlaterne, die auf einer Höhe von gut drei Metern mit einer achteckigen Stahlblechwanne bedeckt ist, auf der wiederum ein großes stählernes Feuerbecken befestigt ist.
Die Laterne hat an der Südseite eine Türöffnung, über die man die Treppe im Inneren des Turmes erreicht. An der West-, Nord- und Ostseite hat die Laterne jeweils ein offenes Fenster mit waagerechten Holzlamellen als Regenabweiser. An der südwestlichen Außenwand der Laterne sind Eisensprossen eingelassen, über die man das Feuerbecken am Kopf des Turmes erreichen kann. Der Bismarckturm von Altenkirchen hat mit der Terrasse eine Gesamthöhe von etwa 14 Metern.

### Treppenanlage und Befeuerung
Von der Eingangstür in der Ostseite des Turms gelangt man zu einer Wendeltreppe aus Beton, die sich über insgesamt 46 Stufen und 7 Absätze um einen Backsteinpfeiler im Turminneren nach oben windet. Die obersten vier Stufen der Treppe sind aus Metall und führen zur 2-flügeligen Türöffnung in der Südseite der Turmlaterne und zur Aussichtsplattform. Von dort kommt man über Eisensprossen an der Außenseite der Laterne zum Feuerbecken am Turmkopf.
Zur Befeuerung wird das Feuerbecken mit Holz und Petroleum gefüllt und angezündet. Bei der Sanierung des Bismarckturms wurde auch das Feuerbecken auf dem Turmkopf erneuert, das anlässlich des jährlichen Turmfests befeuert wird.